# Стара школа у Бождаревцу
Стара школа у Бождаревцу, насељеном месту на територији градске општине Барајево представља један од ређе сачуваних грађевина ове намене на ширем подручју Београда. Настала као породична стамбена зграда, она је вољом власника поклоњена школи, у којој је ова функционисала све до краја Другог светског рата.
Зграда школе због свог значаја за развој школства у сеоској и патријахалној средини, проглашена је за непокретно културно добро као споменик културе.